# Ivan Niven
Pour les articles homonymes, voir Niven.
Ivan Morton Niven (1915-1999) est un mathématicien américain et canadien spécialiste de la théorie des nombres.

## Biographie
Diplômé de l'université de la Colombie-Britannique et docteur de l'université de Chicago, Ivan Niven est professeur à l'université d'Oregon de 1947 à 1981, puis président de la MAA (Mathematical Association of America) de 1983 à 1994.
Il est l’auteur de l’une des preuves les plus simples aujourd’hui connues de l’irrationalité de π,.
Son nombre d'Erdős est égal à 1 car il a copublié, à partir de 1945, six articles avec Paul Erdős.

## Sélection d'ouvrages
- (1956) Irrational Numbers, aperçu sur Google Livres
- (1959) Mathematics: A house built on sand?
- (1960) (avec Herbert S. Zuckerman) An Introduction to the Theory of Numbers, Wiley[4]
- (1961) Calculus: An Introductory Approach, Van Nostrand
- (1961) Numbers: Rational and Irrational, Random House
- (1963) Diophantine Approximations, Interscience, aperçu sur Google Livres
- (1965) Mathematics of Choice, MAA, aperçu sur Google Livres
- (1981) Maxima and Minima Without Calculus , MAA, aperçu sur Google Livres

## Distinctions
- 1970 : prix Lester Randolph Ford
- 1981 : prix Johnson de l'université d'Oregon
- 1989 : prix de la MAA
- En théorie des nombres, les nombres Harshad sont aussi appelés « nombres de Niven » en son honneur.